# Zawada (Sępopol)
Zawada (deutsch Sawadden, 1938 bis 1945 Schwaden) war ein Ort in der polnischen Woiwodschaft Ermland-Masuren. Seine Ortsstelle liegt im Gebiet der Gmina Sępopol (Stadt-und-Landgemeinde Schippenbeil) im Powiat Bartoszycki (Kreis Bartenstein (Ostpr.)).

## Geographische Lage
Die Ortsstelle Zawada liegt in der nördlichen Mitte der Woiwodschaft Ermland-Masuren, 23 Kilometer nordwestlich der früheren Kreisstadt Kętrzyn (deutsch Rastenburg) bzw. 17 Kilometer südöstlich der jetzigen Kreismetropole Bartoszyce (Bartenstein (Ostpr.)).

## Geschichte
Das einstige kleine Dorf Sawadden im ostpreußischen Kreis Rastenburg bestand aus mehreren kleinen Gehöften. Als Landgemeinde kam Sawadden 1874 zum neu errichteten Amtsbezirk Glaubitten (polnisch Głowbity) im Kreis Rastenburg. Im Jahre 1910 zählte Sawadden 28 Einwohner.
Aus politisch-ideologischen Gründen der Abwehr fremdländisch klingender Ortsnamen wurde Sawadden am 3. Juni – offiziell bestätigt am 16. Juli – 1938 in „Schwaden“ umbenannt. Nur wenige Monate später – am 1. Oktober 1938 – wurde Schwaden in die Gemeinde Paßlack (polnisch Pasławki) in dem bereits zum Kreis Bartenstein gehörenden Amtsbezirk Rosenort (polnisch Różyna) umgegliedert.
Als 1945 in Kriegsfolge das gesamte südliche Ostpreußen zu Polen kam, erhielt Schwaden die polnische Namensform „Zawada“. Doch wurde der Ort nicht besiedelt, denn sein Name verliert sich schon in den 1950er Jahren in den amtlichen Melderegistern. Er dürfte in der Ortschaft Pasławki in der heutigen Stadt-und-Landgemeinde Sępopol (Schippenbeil) aufgegangen sein. Er gilt als untergegangen.

## Kirche
Vor 1945 gehörte Sawadden resp. Schwaden evangelischerseits zur Kirche Groß Schwansfeld (polnisch Łabędnik) in der Kirchenprovinz Ostpreußen der Kirche der Altpreußischen Union sowie zur römisch-katholischen Kirche St. Bruno in Insterburg (russisch Tschernjachowsk) im Bistum Ermland.

## Verkehr
Die verwaiste Ortsstelle Zawada ist über eine Landwegverbindung zu erreichen, die von Kowalewo Małe (Wotterkeim) an der polnischen Woiwodschaftsstraße 592 (frühere deutsche Reichsstraße 135) über Dłużek Mały (Klein Langwalde) zum Ziel führt.